# Swobnica

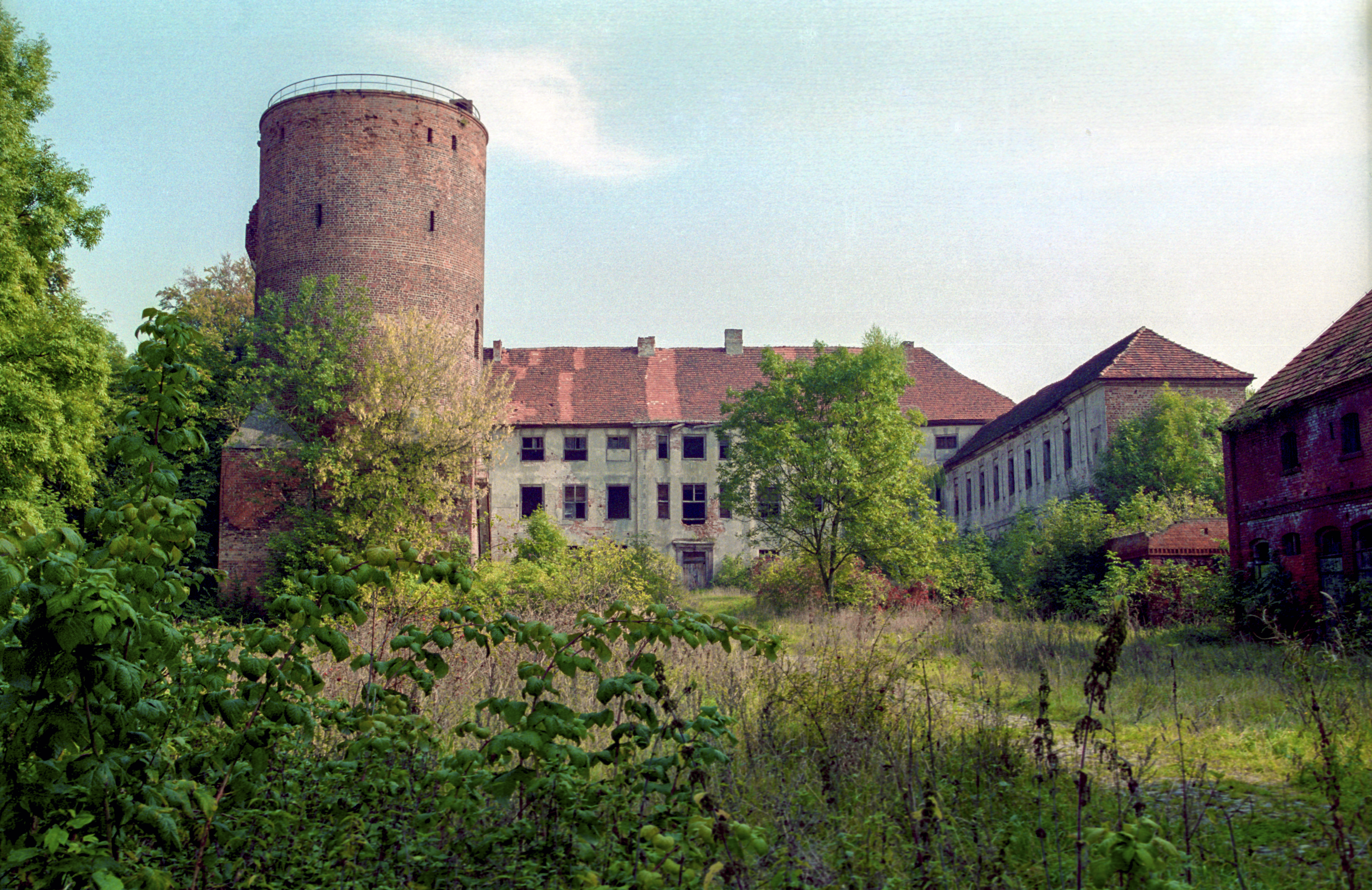
Swobnica

Swobnica is een dorp in de Poolse woiwodschap West-Pommeren. De plaats maakt deel uit van de gemeente Banie en telt ca. 700 inwoners.